# غزل عذري
الغزل العفيف أو الغزل العذري أو الغزل البدوي هو نوع من الفنون الشعرية التي تنمو فيها حرارة العواطف الطاهرة العفيفة التي يستخدمها الشاعر لإبراز مكابد العشق، وآلام الفراق والبعد عن الحبيبة. وهذا الغزل يبتعد عن وصف المحاسن الجسدية لدى المحبوبة، بل يقتصر على إظهار المشاعر الجيّاشة اتجاهها. و كان قيس بن الملوّح أشهر شعراء الغزل العذري. ويشغل هذا الغزل الجزء الأكبر في الشعر العربي.

## سبب التسمية
سُمّي الغزل العذري نسبة لقبيلة عذره، لما اشتهرت به من رقة الإحساس وكثره العشاق الصادقين في حبهم - الذين كانوا يموتون حبا! وأصبح الغزل العذري اصطلاحا على كل شعر يصف عاطفة الحب في خصائصه.

## تاريخ الغزل العذري
إن الغزل العذري ينسب إلى بني عذرة الذين اشتهروا بهذا النوع من الغزل. ثم انتشر وشاع عند القبائل، ومنهم بنو عامر الذي نشأ في كنفهم قيس بن الملوح. لكن ترجع بدايات هذا الغزل إلى العصر الجاهلي الذي انتشر في نهاياته، حيث كان الغنى والترف يعمّ بعض القبائل. أمّا مع ظهور العصر الإسلامي، فقد قلّ هذا الغزل مع دخول الناس في الدين وتغلغل التقوى في نفوسهم. ولكن الغزل العذري قد بلغ ذروته في العصر الأموي عندما نشأت حياة اللهو والثّراء والرّفاهيّة.

## خصائص الغزل العذري
- العفَة, وذلك بتأثير الإسلام.
- لا يتعرّض هذا الحب للملل أو القسوة, ولذلك فهو يتصف بالديمومة.
- يُلاحظ على شعراء هذا اللون من الغزل تكريس إخلاصهم لفتاة واحدة, حتى شاع اسمها واشتهر, ونُسب الشاعر إليها, فقيل مجنون ليلى, وكُثير عزّة, وجميل بثينة
- العذاب الشديد في سبيل المحبوب الذي قد يؤدّي إلى الهيام, أو الجنون أو الموت

## تعابيره
إن الغزل العذري، منذ نشأته عبّر عن وجدانية الشّاعر وعواطفه الجيّاشة الصّادقة تجاه معشوقته. فهو، يعبّر عن أعمق المشاعر التي سعى إلى سبْر أغوارها وكشْف مكنوناتها، والتي هي التّعبير عن الحبّ والعشق المتين الذّي لا يتزعزع أمام عثرات الزمن، فقد قال قيس، بعد أن حاول شفاء روحه من سقم الحبّ الذي ألمّ به جرّاء تعلّقه بليلى، وهو يخاطب روحه، ويحاور ذاته، ويناجي قلبه:
والغزل العذري، كان وما يزال، يعبّر عن مرارة السهر والأرق، وعن مشاعر الألم والمعاناة لدى الشّاعر، وذلك يعود إلى فراقه عن معشوقته والبعد عنها جرّاء عوامل قصريّة. فقد قال قيس «مجنون ليلى»:
وتبرز الوجدانية في أشعار الغزل العذري، حين يواجه الشاعر قيس بن الملوح، قَدَرَهُ المحتوم بحب ليلى، ويعبر عما يجيش في داخله، من حرقة وحسرة، وهمٍّ وغمٍّ، وذلك حين قضى الله بأن تكون من نصيب غيره، وترك له النواء والبكاء، والشكوى والبلوى. ولا سلوى له غير الشعر حين ينشد:
وهكذا كانت المواقف الوجدانية عند شعراء الغزل العذري عطورًا زكية سحرت قلوبهم. فكان الشعر الغزلي، أداتهم للتعبير عما يجول في فضاء نفوسهم من مشاعر لُوِّنَتْ بألوان الفرح والمناجاة والعتاب والحزن والتشاؤم.

## اقرأ أيضًا
- غزل.
- غزل صريح.